# かすてら饅頭
かすてら饅頭（かすてらまんじゅう）は、福岡県大牟田市発祥の和菓子。名称は、カステラと同じ原料を使っていることに由来している。
北部九州地域で広く作られている「小麦粉、鶏卵、砂糖で作った生地で白餡を包んだ焼き饅頭」で。博多、東京のひよ子もかすてら饅頭の一種である。
明治18年創業の「菊水堂」の初代・菊太郎がカステラに着目し、その風味を取り入れて考案した。焼き饅頭としても先駆的である。
大牟田市では、炭鉱の発展を背景にかすてら饅頭が名物となり、昭和30年代にそのピークを迎えた。その後は産業の衰退と共に売上が減少したが、近年、各地の物産展などに出品して復活を図っている。
- 北原白秋は、菊水堂のかすてら饅頭を題材とした小唄『季節の贐（はなむけ）』を残している。菊水堂店主の親類が東京で北原白秋と懇意にしており、酒の席で依頼したとのこと。
- 与謝野晶子が白仁秋津（大牟田出身の歌人）に宛てた書簡の中に菊水堂のかすてら饅頭を話題にしているものがある。